# Zhao Liang (géant chinois)
Pour les articles homonymes, voir Zhao Liang.
Zhao Liang (chinois simplifié : 赵亮 ; chinois traditionnel : 趙亮 ; pinyin : zhào liàng) est un artiste de cirque chinois, né en 1982, à Puyang, dans la province du Henan qui  mesure 2,46 m.